# DRIVE 1993〜2026 -GLAY complete BEST
『DRIVE 1993〜2026 -GLAY complete BEST』（ドライブ 1993〜2026 グレイ・コンプリート・ベスト）は、GLAYのベストアルバムである。2025年4月23日に発売。

## 概要
“あなたとGLAYで創る”をテーマに、予め決められた未発表の楽曲や音源以外の収録曲はファン投票で決められ、曲順は順位通りとなっている。ジャケットのイラストは、GLAYの30周年記念ロゴも手掛けた尾田栄一郎によるもの。
「HOWEVER」「ANSWER」の再録や、「whodunit」「会心ノ一撃」のリミックスバージョンが収録されること、またデビュー前夜となる1993年バージョンの「千ノナイフガ胸ヲ刺ス」や2026年にリリース予定の楽曲のデモ「BYE BYE LOVE Demo」が収録されることも発表。そのため、タイトルも「〜2026」とある。
本作に収録される新曲「悲願」には、GLAYとしては初となる小田和正とのコラボレーションを実現。小田は、今回のコラボについて「あまりに熱心にコラボができないかって言ってもらったので、今回手伝わせて頂きました。たぶんコーラスを入れたら圧倒的に良くなったって、すごく期待してくれていたんだと思います。その役割を果たせたかどうかはわかりませんが、一生懸命やらせてもらいました」とコメントしている。
G-DIRECT限定で発売の『DRIVE 1993〜2026 -GLAY complete BEST』には、『DRIVE 1993〜2009 -GLAY complete BEST』『DRIVE 2010〜2026 -GLAY complete BEST』の2作品をコンパイルし、更に本作のジャケットデザインを模したCDプレーヤーも付く。その為、本項では全3作品をまとめて記載する。
また、『DRIVE 1993〜2009 -GLAY complete BEST』に同梱のブックレットのQRコードを読み取ると、メジャーデビュー曲「RAIN」の原型である「JULIA」を最新のテクノロジーによって再構築した音源をストリーミングで収録。
『DRIVE 1993〜2009 -GLAY complete BEST』のリマスタリングを前田康二(Barnie Grundman Mastering)、『DRIVE 2010〜2026 -GLAY complete BEST』をスティーブン・マーカソン(Marcussen Studios)が担当した。

## 記録
週間アルバムチャート（2025年05月05日付）では、『1993〜2009』が初週で32,001枚で4位、『2010〜2026』が31,088枚で5位を獲得。また、2作品がTOP10入りを果たしたことにより、これでTOP入り作品は自身38作品となり、グループによる「アルバムTOP10入り獲得作品数」は歴代2位となった。

## DRIVE 1993〜2009 -GLAY complete BEST

### 収録内容

#### Disc1
1. pure soul
4thアルバム『pure soul』収録曲。
2. BELOVED
9thシングル。
3. BEAUTIFUL DREAMER
28thシングル「BEAUTIFUL DREAMER/STREET LIFE」の1曲目。
4. 春を愛する人
3rdアルバム『BELOVED』収録曲。
5. SOUL LOVE
14thシングル。
6. つづれ織り ～so far and yet so close～
バラードベスト『-Ballad Best Singles- WHITE ROAD』収録曲。
7. 生きてく強さ
7thシングル。
8. HOWEVER (再録)
12thシングルのリテイク。
9. 都忘れ
3rdアルバム『BELOVED』収録曲。
10. Winter,again
16thシングル。
11. SAY YOUR DREAM
40thシングル。
12. グロリアス
8thシングル。
13. May Fair
4thアルバム『pure soul』収録曲。
14. 嫉妬(KURID/PHANTOM mix)
6thアルバム『ONE LOVE』収録曲。

#### Disc2
1. MIRROR
9thアルバム『LOVE IS BEAUTIFUL』収録曲。
2. 軌跡の果て
2ndアルバム『BEAT out!』収録曲。
3. BE WITH YOU
15thシングル。
4. ずっと2人で…
5thシングル「ずっと2人で…/GONE WITH THE WIND」の1曲目。
5. SPECIAL THANKS
20thシングル「とまどい/SPECIAL THANKS」の2曲目。
6. STREET LIFE
28thシングル「BEAUTIFUL DREAMER/STREET LIFE」の2曲目。
7. Missing You
21stシングル。
8. 誘惑
13thシングル。
9. 生きがい
5thアルバム『HEAVY GAUGE』収録曲。
10. 彼女の“Modern…”
3rdシングル。
11. LAYLA
33rdシングル「G4」の4曲目。
12. 月に祈る
2ndアルバム『BEAT out!』収録曲。
13. ANSWER (再録)
コラボレーションシングル「ANSWER (GLAY feat. KYOSUKE HIMURO)」の、GLAY単独でのセルフリメイク。
氷室京介が歌っていたパートもTERUが歌っている。
14. 千ノナイフガ胸ヲ刺ス
本作にはオムニバスアルバム『SEDUCTION』に収録されたテイクで収録。

#### DVD/Blu-ray収録内容
- GLAY DRIVE 1993〜2026 Talk Session
- GLAY 30th Anniversary ARENA TOUR 2024-2025“Back To The Pops”Presented by GLAY EXPO in Yokohama Arena

1. Romance Rose
2. V.

## DRIVE 2010〜2026 -GLAY complete BEST

### 収録内容

#### Disc1
1. 疾走れ!ミライ
51stシングル「百花繚乱/疾走れ!ミライ」の1曲目。
2. シキナ
10thアルバム『GLAY』収録曲。
3. Bible
45thシングル。
4. Eternally
48thシングル「DARK RIVER/Eternally/時計」の2曲目。
5. Satellite of love
10thアルバム『GLAY』収録曲。
本作ではフェードアウトせず、完奏している。
6. あなたといきてゆく
55thシングル「WINTERDELICS.EP〜あなたといきてゆく〜」の1曲目。
7. Beautiful like you
17thアルバム『Back To The Pops』収録曲。
8. さよならはやさしく
17thアルバム『Back To The Pops』収録曲。
9. Buddy
2ndミニアルバム『HC 2023 episode 2 -GHOST TRACK E.P-』収録曲。
10. 海峡の街にて
61stシングル「HC 2023 episode 1 -THE GHOST/限界突破-」カップリング曲。
11. はじまりのうた
57thシングル「G4・V-Democracy 2019-」の2曲目。
12. BRIGHTEN UP
17thアルバム『Back To The Pops』収録曲。
13. MUSIC LIFE
13thアルバム『MUSIC LIFE』収録曲。
14. Precious
42ndシングル。
15. COLORS
57thシングル「G4・V-Democracy 2019-」の3曲目。
16. whodunit-GLAY × JAY(ENHYPEN)- / BUNNY Remix
62ndシングルのリミックス版。

#### Disc2
1. BETTY BLUE
配信シングル。
2. HEROES
52ndシングル「HEROES/微熱Ⓐgirlサマー/つづれ織り〜so far and yet so close〜」の1曲目。
3. 祝祭
16thアルバム『FREEDOM ONLY』収録曲。
4. BLEEZE
50thシングル「BLEEZE 〜G4・III〜」の1曲目。
5. DIAMOND SKIN
49thシングル「DIAMOND SKIN/虹のポケット/CRAZY DANCE」の1曲目。
6. lifetime
14thアルバム『SUMMERDELICS』収録曲。
7. Only One,Only You
60thシングル。
8. BAD APPLE
59thシングル。
9. Chelsea
10thアルバム『GLAY』収録曲。
10. 会心ノ一撃
配信シングル。
11. 運命論
47thシングル。
12. the other end of the globe
配信シングル。
13. Supernova Express 2016
53rdシングル。
14. 悲願 GLAY feat.小田和正
新曲。
15. BYE BYE LOVE Demo
2026年にリリース予定の新曲のデモ音源。
16. 会心ノ一撃 (Canblaster Remix)
配信シングル「会心ノ一撃」のリミックス版。

#### DVD/Blu-ray収録内容
- GLAY デビュー30周年の軌跡「GLAY EXPO 2024〜2025」
- 悲願 GLAY feat.小田和正 Music Video

## DRIVE 1993〜2026 -GLAY complete BEST

### 収録内容

#### Disc 1、2
『DRIVE 1993〜2009 -GLAY complete BEST』及び『DRIVE 2010〜2026 -GLAY complete BEST』と同じ。上記を参照

### Blu-ray収録内容
- GLAY デビュー30周年の軌跡「GLAY EXPO 2024〜2025」
- GLAY DRIVE 1993〜2026 Talk Session
- 悲願 GLAY feat.小田和正 Music Video
- Document of 2024 SUPER SLIPPA 超犀利趴13
- GLAY 30th Anniversary ARENA TOUR 2024-2025“Back To The Pops”Presented by GLAY EXPO in Yokohama Arena

1. Romance Rose
2. V.

- The Millennium Eve 2025 in Tokyo Dome

1. pure soul
2. 月に祈る

- SO FAR 〜reach your star“HOWEVER”〜

#### 封入特典(全タイプ共通)
- 購入者限定ライブチケット抽選受付シリアルナンバー ※全形態共通、初回生産分のみ
- ※5月26日にKT Zepp Yokohamaで行われるアルバム購入者限定ライブチケットエントリーシリアルナンバー

## 演奏 (1993〜2009)
Disc 1
- TAKURO：Piano, Keyboards (#10)
- 永井利光：Drums (All)
- 佐久間正英
  - Keyboards (#1.2.3.4.6.7.9-14)
  - Programming (#1.10)
  - Piano (#1,10-14)
  - Synthesizer (#2.4.7)
  - Strings Arrangement (#11)
- D.I.E.
  - Keyboards (#1.4.13.14)
  - Piano (#1.13.14)
  - Synthesizer (#4)
- 小森茂生：Keyboards (#3)
- 金原千恵子グループ：Strings (#3.6.11)
- 島健：Strings Arrangement (#3)
- 須川展也：Sax (#6)
- 村山☆潤：Piano, Organ (#8)
- Karen Brunon：Strings Conductor, Player (#11)

Disc 2
- 永井利光：Drums (#1.2.3.5-9.11.13, JULIA演奏)
- 佐久間正英
  - Keyboards (#1-6.9.10.11.12)
  - Piano (#1.3.5.6.9)
  - Programming (#2.3.5.6,9)
- D.I.E：Keyboards (#3)
- そうる透：Drums (#4.12)
- 小森茂生：Keyboards (#5.6)
- 湊雅史：Drums (#10)
- 村山☆潤
  - Piano (#13, JULIA演奏)
  - Organ (#13)
  - Programming (JULIA演奏)

## 演奏 (2010〜2026)
Disc 1
- 永井利光：Drums (#1-5.7-16)
- 村山☆潤
  - Keyboards (#1.11.15)
  - Piano (#1.8.11,15)
  - Programming (#8.11.15)
- 豊田泰孝：Programming (#1.9.12.13,15)
- YO：Piano, Cello Arrangement (#2)
- ハジメタル：Keyboards (#3)
- 川村ケン
  - Keyboards (#4)
  - Piano (#7)
- 永井誠一郎：Piano, Strings Arrangement (#5)
- クラッシャー木村グループ：Strings (#5)
- 玉田豊夢：Drums (#6)
- 斎藤有太：Organ (#6)
- 今野均：Strings (#6)
- MARISA, 青輝波美賀, 早川咲, 大山佳祐：Chorus (#7)
- 島田光理グループ：Strings (#8)
- 山本拓夫：Saxophone (#9)
- 西村浩二：Trumpet (#9)
- 村田陽一：Trombone (#9)
- 吉田宇宙グループ：Strings (#11)
- 佐久間正英：Keyboards (#14)
- 元晴 (SOIL&"PIMP"SESSIONS)：Sax (#14)
- JAY (ENHYPEN)：Vocal (#16)
- BUNNY：Remix, Programming (#16)

Disc 2
- 永井利光：Drums (#1-6.9.10.12.13.15)
- PORIN (Awesome City Club)：Guest Vocal (#1)
- 斎藤有太：Piano, Organ (#1.3.6)
- 豊田泰孝
  - Programming (#1.2.3.7.13.14)
  - Manipulator (#4)
- 村山☆潤：Piano (#2.4)
- 今野均グループ：Strings (#3)
- 金原千恵子グループ：Strings (#4.11)
- 佐久間正英：Keyboards (#5.9)
- 今井マサキ、小田原友洋、佐々木久美：Chorus (#7)
- Lazy：Chorus (#8)
- Tomi Yo：Acoustic Guitar, Keyboards & Programming (#8)
- YOW-ROW：Programming (#10)
- ピエール中野 (凛として時雨)：Drums (#11)
- DJ Mass MAD Izm*, 持山翔子：Programming (#12)
- 小田和正：Chorus (#14)
- Canblaster：Remix, Programming (#16)